# Messieurs les ronds-de-cuir (téléfilm)

Messieurs les Ronds de Cuir est un téléfilm français de Daniel Ceccaldi réalisé en 1978, tiré du roman de même nom écrit par Georges Courteline.

## Synopsis
L'histoire se déroule à la fin du XIXe siècle dans une administration française : le Bureau des Dons et legs dont les employés sont des fonctionnaires types, des Ronds-de-Cuir. Entre les vieillards à demi séniles, les jeunes ambitieux, les petits chefs, ou les malades mentaux, ces fonctionnaires vaquent, vaille que vaille, chaque jour à leur besogne, entre les dossiers incomplets et les rapports égarés afin de faire marcher le plus mal possible ce merveilleux rouage de la vie moderne qu'est l'Administration.

## Distribution
- Claude Dauphin : le conservateur du Musée de Vanne-en-Bresse
- Raymond Pellegrin : De La Hourmerie, chef de bureau
- Daniel Ceccaldi : M. Nègre, directeur général
- Evelyne Buyle : Gabrielle, maîtresse de Lahrier
- Roger Carel : Van der Hogen, les affaires classées
- Roland Armontel : Le père Soupe
- Bernard Le Coq : René Lahrier
- Jean-Marc Thibault : Derouet, le cabaretier
- Michel Robin : Sainthomme
- Jacques Jouanneau : Boudin, le concierge
- Michel Peyrelon : Letondu, L'expéditionnaire fou
- Hubert de Lapparent : Bourdon,l'économe
- Jean-Luc Moreau : Chavarax, sous-chef de bureau
- Jacques Legras : Ovide, Le Garçon de Bureau
- Sacha Briquet : Gourgochon, le chapelier
- Maurice Ducasse : Gripothe
- Véronique Delbourg : Ida Boudin
- Gérard Dournel : le fumiste
- Martin Provost : Médare
- Lionel Vitrant : Douzephyr, Un des Escrimeurs
- François Viaur : Jules
- Jean-Louis Allibert : le vieux monsieur